# Divinity: Original Sin
Divinity: Original Sin — ізометрична рольова гра розроблена і видана Larian Studios. Це четвертий тайтл у серії Divinity, що також служить приквелом до оригінальної гри франшизи. Разом із самою грою був випущений Divinity Engine — редактор, який Larian Studios використовували для розробки гри, дозволяючи гравцям створювати і публікувати онлайн свої власні одно- та багатокористувацькі пригоди.
Larian Studios запустили краудфандингову кампанію на Kickstarter 27 березня 2013 року, у результаті якої 26 квітня 2013 року було зібрано понад мільйон доларів. Завдяки цьому фінансуванню було розроблено Divinity: Original Sin, пізніше доступну через Steam Early Access. Остаточною датою випуску гри стало 30 червня 2014 року. Вже наступного року для Microsoft Windows, PlayStation 4, Xbox One, Linux і OS X було випущено перевидання під назвою Divinity: Original Sin — Enhanced Edition, яке містить розширену сюжетну лінію та доповнені ігрові параметри. Гра отримала схвальні відгуки критиків та ігрової спільноти, які відзнчали її новаторський підхід до класичних рольових механік.

## Ігровий процес

при винекненні суперечки, переможець обирається грою «камінь-ножиці-папір»

На початку гри пропонується налаштувати зовнішній вигляд і навички двох головних героїв, якими керує один і той же гравець, або кожен із гравців у багатокористувацькому режимі. Divinity: Original Sin — це так звана «безкласова» рольова гра. Хоча на старті доступна велика кількість класових заготовок, протягом гри навички і вміння можливо розподіляти за бажанням. Велика увага приділяється рольовому аспекту — під час ключових діалогів, для кожного персонажа гравці обирають окремі варіанти мовлення. Це встановлює стосунки між двома протагоністами, які можуть бути як дружніми чи романтичними, так і ворожими. Цей вибір впливає на певні моменти сюжету та інколи підвищує характеристики, але в іншому випадку він існуює, щоб спонукати до рольової гри. Коли протагоністи не погоджуються між собою — або коли виникає суперечка у онлайн-кооперативі — переможець обирається грою «камінь-ножиці-папір».
Як і в попередніх іграх серії, ігровий світ практично повністю інтерактивний. Майже будь-який предмет може бути перенесений (за наявності достатньої сили), а розроблена система крафтингу дуже багата. Наприклад, можна приєднати цвяхи до черевиків героїв, отримавши в результаті імунітет від падіння на заморожених ворогами поверхнях. Переміщення предметів може дати відчутну перевагу у битві завдяки можливості забарикадувати прохід супротивнику. У Divinity: Original Sin є механіка взаємодії стихій. Вода гасить вогонь, тому мокрий противник стане вразливішим для електричних заклинань. Ця особливість використовується як у магічній системі, так і при взаємодії з предметами. Наприклад, розбита поруч із вогнем бочка з водою згасить його, а зігрітий, поруч із багаттям персонаж, стає більш вразливим до ефектів горіння.
У бою кожен персонаж атакує по черзі, а очки дії обмежують тип і кількість дій, які можна виконати. Переміщення зменшує очки дій залежно від пройденої відстані, а атаки/навички зменшують очки дії залежно від вимог використання. На завдану шкоду впливає фізична та магічна броня цілі та будь-який опір, який вони мають проти типу атаки. На додаток до цього, оточення також можна перетворити на (не)вигоду гравця; наприклад, водяні калюжі можна перетворити на крижаний покрив чи наелектризувати, щоб спричинити небезпеку спотикання чи ураження током, або перетворити на пару, зменшуючи видимість для тих, хто опиниться в паровій хмарі. Гравці можуть індивідуально контролювати кожного члена своєї групи, що дає можливість виконувати складні тактичні комбінації.
Ігрові персонажі також активно реагують на дії гравця. Пограбування та вбивства не зійдуть з рук і обов'язково позначаться на ігровій репутації. Чим більше гравець робить злих чи добрих вчинків, тим відоміше він стає в ігровому всесвіті.

### Original Sin— Enhanced Edition
Було розроблено як ремастер Divinity: Original Sin і випущено 27 жовтня 2015 року. Гравці, які володіли оригіналом на ПК, отримали ремастер безкоштовно як окрему гру, це означало що збереження з оригінальної гри у ремастер не переносилися. Проєкт також став доступним на PlayStation 4 і Xbox One. Численні зміни Enhanced Edition включали оновлений інтерфейс для користувачів контролерів, локальний кооперативний режим із розділеним екраном, нові квести, оновлену систему крафтингу, а також перероблені діалоги, які стали повністю озвучені. Також Larian зробили значні зміни у сюжетній частині і додали новий фінал. Було перероблено та значно покращено графічну складову, візуальні та звукові ефекти.

## Розробка
27 березня 2013 року на Kickstarter було розпочато краудфандингову кампанію. Гру було профінансовано частково завдяки кампанії на Kickstarter, яка зібрала $944 282, що більше ніж удвічі перевищувало поставлену розробником ціль у $400 000. Бюджет спочатку складав €3 млн, що було вдвічі більше, ніж компанія мала на той момент, але до моменту релізу Larian витратили на розробку близько €4,5 млн. За словами Свена Вінке, Larian затримали податкові платежі та вилучили ресурси з розробки Dragon Commander, щоб повністю профінансувати та завершити Original Sin, і компанія збанкрутувала б, якби гра не мала успіху. Після свого випуску Divinity: Original Sin стала грою, що продалася найшвидше за весь час існування Larian.
Очікувалося, що гра буде випущена наприкінці 2013 року, але реліз перенесли на 28 лютого 2014 року. Згодом дату випуску знову відклали до 30 червня 2014 року. Спочатку Larian мали намір випустити версії гри для Windows і OS X одночасно, однак вирішили відкласти їх, щоб зосередитися на покращенні ігрового процесу. Підтримка Linux і Mac була додана 23 грудня 2015 року з виходом Enhanced Edition.
У травні 2015 року для консолей PlayStation 4 і Xbox One було анонсовано розширену версію гри, яка включала розширену сюжетну лінію та нові ігрові параметри. 27 жовтня 2015 року відбувся перевипуск для платформи Windows, а 23 грудня 2015 року вийшли версії для Linux і OS X. Видавцем для консольної версії гри стали Focus Home Interactive. Enhanced Edition також була безкоштовною для всіх гравців, які вже придбали версію гри для ПК.

## Оцінки і нагороди
| Агрегатор  | Оцінка     |
| ---------- | ---------- |
| Metacritic | PC: 87/100 |

| Видання        | Оцінка |
| -------------- | ------ |
| Eurogamer      | 9/10   |
| GameSpot       | 9/10   |
| IGN            | 9/10   |
| PC Gamer (США) | 87/100 |

| Видання | Оцінка |
| ------- | ------ |
| PlayUA  | 92/100 |

Divinity: Original Sin загалом отримала схвальні відгуки ігрової спільноти і високі оцінки критиків. QT3 високо оцінили «найкреативніший покроковий бій у RPG у поєднанні з ноткою гумору». Видання Polygon назвало гру «однією з найглибших і незабутніх ігор за весь рік». Редакція PC Gamer з любов'ю згадала у своєму огляді олдскульні рольові традиції: «Що справді захоплює в грі, так це те, що вона доводить, що традиційні рольові ігри можуть багато чому навчити сучасних розробників. Свобода, симуляція, глибина та повага до вибору гравця. У старій крові є сила.» Рецензенти з IGN були приємно вражені інтерактивним світом і ігровим редактором: «гра запрошує до постійних експериментів протягом десятків незабутніх годин бою та зухвалого оповідання, а його багатий набір інструментів модифікації надає основу для приємних пригод, створених гравцями, на довгі роки». Українське видання PlayUA назвало Original Sin «однією з найкращих ігор у жанрі». Але було відмічено також недоліки, помилки і дещо складний інтерфейс.